# Situación canónica de la Fraternidad Sacerdotal San Pío X
La situación canónica de la Fraternidad Sacerdotal San Pío X, un grupo fundado en 1970 por el arzobispo francés Marcel Lefebvre, aunque en comunión con la Santa Sede se encuentra, a día de hoy, sin resolver plenamente.
La fraternidad ha sido sujeta de mucha controversia desde al menos 1976, cuando Lefebvre fue suspendido a divinis por el papa Pablo VI, y más aún a partir de 1988, cuando Bernard Fellay, Bernard Tissier de Mallerais, Richard Williamson y Alfonso de Galarreta fueron, a ojos de la Santa Sede, ilícitamente consagrados en contra del derecho canónico en el Seminario Internacional San Pío X, en la localidad suiza de Écône, por el propio Lefebvre y Antonio de Castro-Mayer. El canon 1382 del Código de Derecho Canónico castiga este delito con excomunión latae sententiae.
Las consagraciones fueron calificadas por Roma como un “acto cismático” y como una “desobediencia al Romano Pontífice en materia gravísima y de capital importancia”. Si bien es cierto Lefebvre y la fraternidad consideraron inválido el decreto de excomunión, alegando a la existencia de un presunto estado de necesidad (el cual los eximiría según el derecho canónico de la censura), el papa Benedicto XVI terminaría retirando las excomuniones, en busca de “consolidar las relaciones recíprocas de confianza, así como intensificar y hacer estables las relaciones de la Fraternidad San Pío X con la Sede apostólica”.
El diálogo entre la sociedad y la Santa Sede están en un impasse al día de hoy, hasta el punto de que en 2013 el para entonces prefecto de la Congregación para la Doctrina de la Fe, Gerhard Ludwig Müller, asegurara que, si bien es cierto las excomuniones habían sido levantadas, los prelados seguían suspendidos de los sacramentos al haber roto la comunión con la Iglesia. A raíz de la ilicitud de algunos de sus sacramentos y la alegada invalidez de otros (véase la sección La Fraternidad de san Pío X y la visión de la Santa Sede), el Vaticano le concedió a todos los sacerdotes de la hermandad la facultad de dar válidamente la absolución sacramental, y a los ordinarios locales la autorización de darles permiso para celebrar matrimonios de los seguidores de la sociedad.  
Sea como sea, el cardenal Müller afirmó en una carta fechada el 26 de junio de 2017 a la FSSPX que el restablecimiento pleno de la comunión dependerá de que sus miembros hagan la profesión de fe contenida en el motu proprio Ad tuendam fidem, aceptando explícitamente y adhiriéndose a las enseñanzas del Concilio Vaticano II, y a las posteriores del magisterio, reconociendo no solo la validez sino también la legitimidad de la misa y los sacramentos celebrados de acuerdo con los libros litúrgicos promulgados después del concilio.
La sociedad, por el otro lado, mantiene que fue canónicamente establecida, que nunca ha sido canónicamente suprimida, y que, en “la presente crisis de la Iglesia”, cuando “la herejía, e incluso la apostasía están ampliamente difundidas entre el clero”, “la Iglesia suple misericordiosamente la jurisdicción” para el bien de los fieles.

## Protocolo de 1988

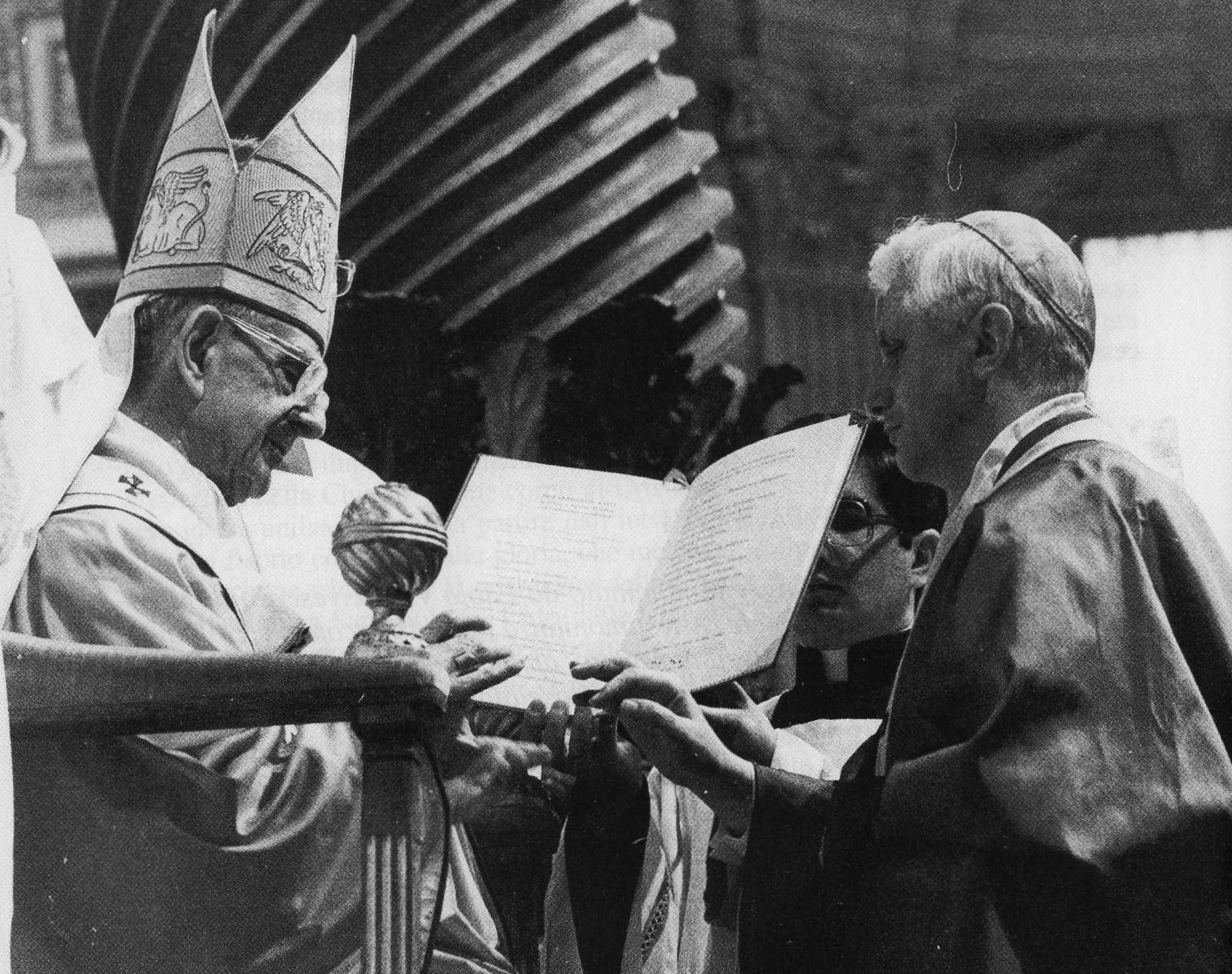
Pablo VI dándole el anillo cardenalicio a Joseph Ratzinger.

En mayo de 1988, el arzobispo Marcel Lefebvre y el cardenal Joseph Ratzinger, prefecto para la Congregación para la Doctrina de la Fe, firmaron un protocolo que buscaba regularizar el estatus canónico de la FSSPX. La primera parte del protocolo era doctrinal, en la cual Lefebvre aceptaba que la FSSPX:
- prometiera fidelidad a la Iglesia católica y al papa;
- aceptara la doctrina del magisterio encontrada en la sección 25 de Lumen gentium;
- se comprometiera a evitar toda polémica y a tener una actitud positiva al estudio y a la comunicación con la Santa Sede;
- reconociera la validez de la misa y los sacramentos tal como fueron promulgados por Pablo VI y Juan Pablo II;
- y prometiera respetar la disciplina común de la Iglesia y sus leyes, incluyendo las provisiones especiales garantizadas a la FSSPX.

La segunda parte del protocolo era jurídica, y en ella se negociaban los derechos y responsabilidades de la fraternidad como grupo, así como la condición de los individuos afiliados a la FSSPX, incluyendo que:
- la hermandad sea canónicamente erigida como una sociedad de vida apostólica clerical de derecho pontificio dentro de la Iglesia latina, con las especiales provisiones para el culto público, cuidado de las almas y otras actividades apostólicas;
- se requiera aprobación a los estatutos de la sociedad canónica de vida apostólica por parte del papa, para asegurar la obediencia doctrinal;
- los obispos locales y la Santa sede le confieran a los sacerdotes jurisdicción sobre los fieles;
- la sociedad tenga garantizado el derecho a celebrar los ritos litúrgicos tridentinos;
- los adherentes a la FSSPX permanezcan bajo la jurisdicción del obispo diocesano, pero puedan solicitar los sacramentos administrados por los sacerdotes de la FSSPX;
- una comisión pontificia especial de siete miembros que incluya a dos miembros de la fraternidad sea establecida para coordinar las relaciones entre la curia y los obispos diocesanos, de tal modo que se puedan resolver conflictos relativos a las comunidades religiosas que tengan lazos jurídicos o morales con la FSSPX;
- una propuesta para consagrar lícitamente a un miembro de la FSSPX como obispo sea presentada por Juan Pablo II;
- el superior general de la sociedad envíe cartas dimisorias a cualquier obispo que acepte ordenar miembros de la sociedad de vida apostólica;
- una amnistía sea garantizada a los lugares de adoración ilícitos de la FSSPX, erigidos sin la autorización de los obispos locales;
- y se pueda resolver por decreto la convalidación de los matrimonios inválidos existentes celebrados por sacerdotes de la FSSPX .

Ratzinger y Lefebvre sugirieron en el protocolo que:
- la consagración de un miembro de la FSSPX como obispo parece útil por “razones prácticas y psicológicas“;

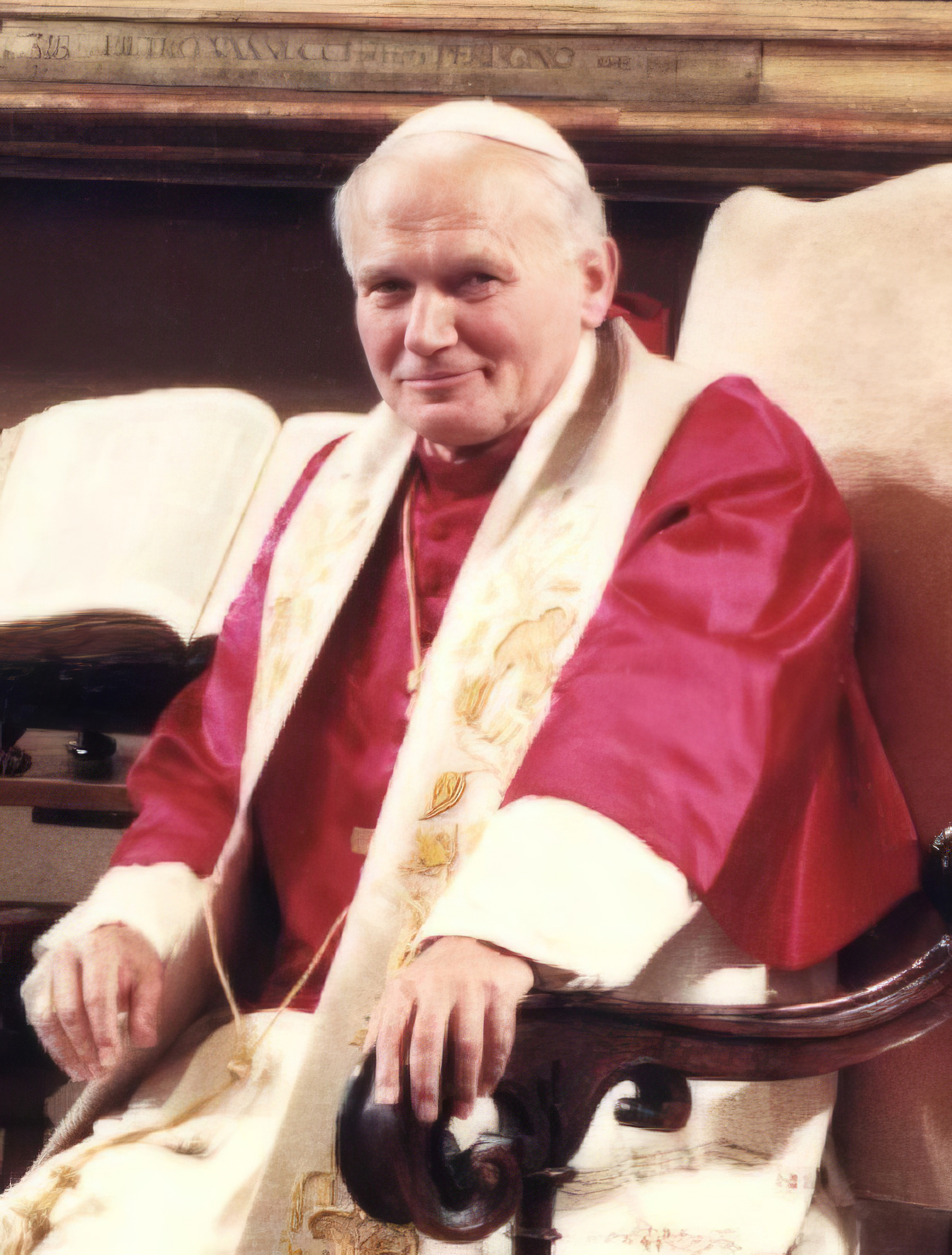
Juan Pablo II en 1984,

- Juan Pablo II en 1984,a nivel doctrinal, el superior general no debe ser el miembro de la FSSPX que se consagraría como obispo, sino que debe ser miembro de la comisión pontificia por motivos de estabilidad.

El protocolo debía ser presentado a Juan Pablo II para su aprobación. Sin embargo, Lefebvre declaró su intención de consagrar un obispo como su sucesor, incluso sin mandato pontificio.

## La opinión de la Santa Sede
Dos días después de las consagraciones en Écône, Juan Pablo II publicó el motu proprio Ecclesia Dei, en el cual declaraba que las consagraciones ilícitas fueron un acto cismático que conllevaba un “verdadero rechazo del Primado romano”, y que cinco de los obispos involucrados en la ceremonia incurrieron en excomunión. El papa argumentaba que “La raíz de este acto cismático se puede individuar en una imperfecta y contradictoria noción de Tradición: imperfecta porque no tiene suficientemente en cuenta el carácter vivo de la Tradición [...] Pero es sobre todo contradictoria una noción de Tradición que se oponga al Magisterio universal de la Iglesia, el cual corresponde al Obispo de Roma y al Colegio de los Obispos Recordó además que “la adhesión formal al cisma constituye una grave ofensa a Dios y lleva consigo la excomunión debidamente establecida por la ley de la Iglesia” 
Es notable destacar que en el motu proprio se omite mencionar entre los excomulgados al monseñor Castro-Mayer, que actuó como coconsagrador, y que en teoría también debería haber sido sancionado. Esto ha llevado a la interpretación de que las excomuniones de los otros cinco participantes no se trataría de una excomunión latae sententiae (automática), sino ferendae sententiae (a través de un proceso). El razonamiento se basa en que Juan Pablo II habría realizado una amonestación a Lefebvre, exigiendo que no realizara las consagraciones. Sin embargo, Castro-Mayer decidió su participación después de la amonestación. En consecuencia, Lefebvre y los cuatro consagrados fueron excomulgados por desobediencia grave a la solicitud de no ordenar ilícitamente a los obispos, mientras Castro-Mayer habría sido excomulgado automáticamente Se argumenta también que esto implicaría que el estado de necesidad apelado por la fraternidad no podría ser aplicado a este caso.

### Pontificia ComisiónEcclesia Dei
Al mismo tiempo, Juan Pablo II crearía la Pontificia Comisión Ecclesia Dei (PCED), buscando facilitar “la plena comunión eclesial” a los miembros y adherentes de la FSSPX que “deseen permanecer unidos al Sucesor de Pedro en la Iglesia católica”,  “conservando sus tradiciones espirituales y litúrgicas, según el protocolo firmado el pasado 5 de mayo por el cardenal Ratzinger y por el arzobispo Lefebvre”.

### Pontificio Consejo para los Textos Legislativos
En 1996, el Pontificio Consejo para los Textos Legislativos (PCTL) respondió una consulta del obispo de la diócesis de Sion en Suiza, Norbert Brunner, dictaminando que en el caso de los diáconos y presbíteros de la fraternidad sin duda alguna se daban los dos requisitos para la adherencia formal al cisma. Por el otro lado, el Consejo también aseguraba que la participación ocasional en actos litúrgicos del “movimiento lefebvriano”, siempre que se dé en desunión doctrinal y disciplinar con el movimiento, no puede ser considerado como una adherencia formal a este El Consejo también distinguía entre el pecado del cisma del crimen canónico, siendo que el último implica que las condiciones listadas en los cánones del 1323 al 1324 del Código de Derecho Canónico se cumplan.

### Probabilidad de cisma
En 1999, la PCED afirmó que era probable, aunque no certero, que los sacerdotes de la FSSPX se encuentren adheridos al cisma, implicando su excomunión. En el documento también menciona la validez, pero ilicitud de los sacramentos de la fraternidad, a excepción del matrimonio y la confesión, siendo esta última válida para los fieles que se encuentran en un estado de genuina ignorancia sobre la invalidez del sacramento en el caso de la fraternidad. Por otra parte, las personas que asisten a las misas de la hermandad no por su rechazo a la sujeción al romano pontífice o a la comunión con otros miembros de la Iglesia, sino por el amor a la misa tridentina, no se encontraban excomulgados. Aun así, argumentaba que mientras más frecuente sea la asistencia a las capillas de la sociedad, más probabilidad existe de que caigan en una mentalidad cismática, que implicaría adherencia al cisma y con ello excomunión. La comisión juzgó que la documentación enviada a ella en 1998 claramente indicaba que muchos en la autoridad de la FSSPX cabían dentro de la definición de “cisma”.

### Impedimento moral

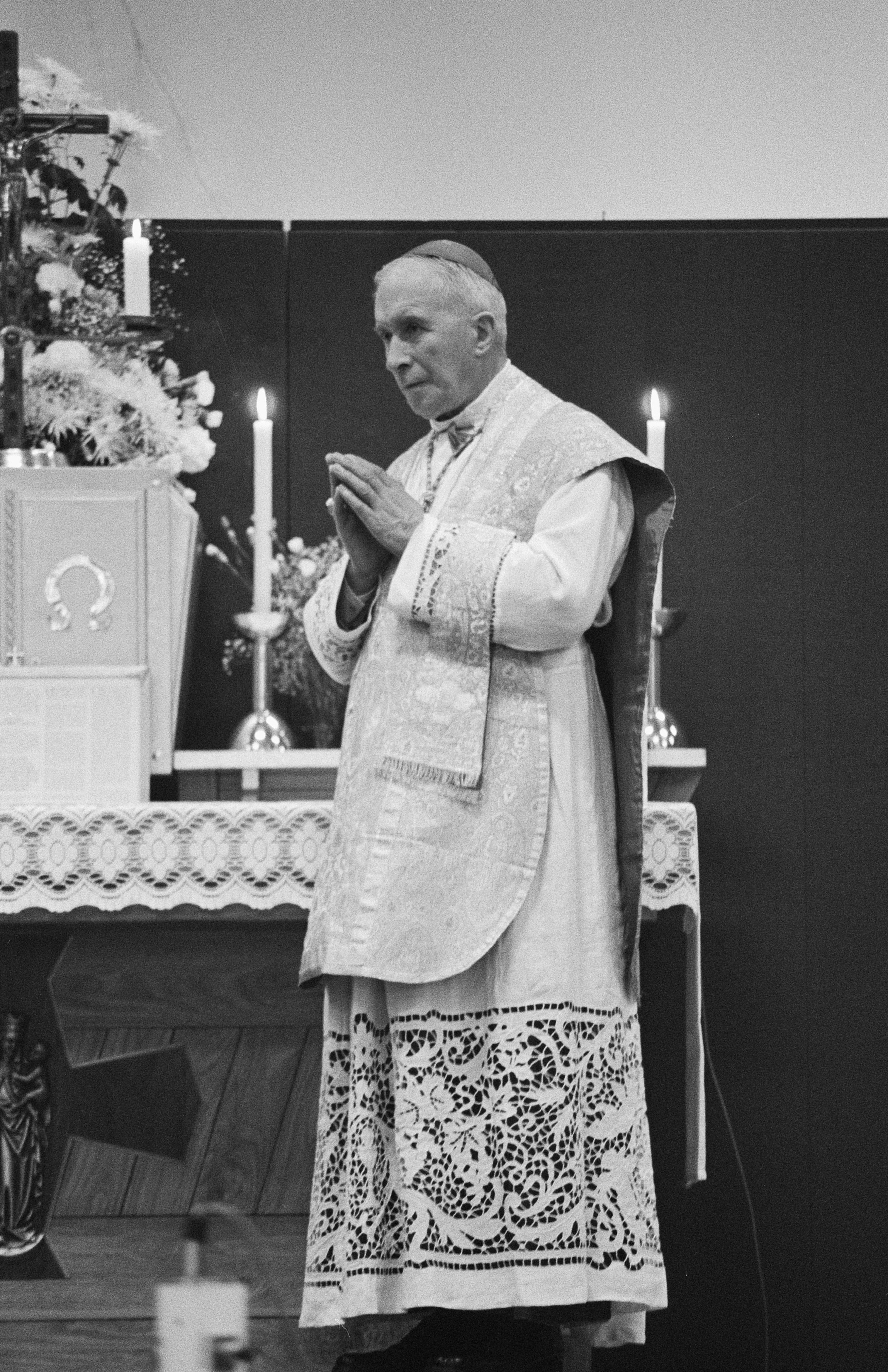
Marcel Lefebvre celebrando misa en 1981.

En 1995, la Pontificia Comisión Ecclesia Dei explicó que es moralmente ilícito para los fieles participar en misas de la Sociedad de san Pío X, al menos que exista algún impedimento físico o moral para participar en una misa celebrada por un sacerdote que se encuentre en buenos términos con la Iglesia. Añadió que no ser capaz de asistir a la misa tridentina salvo por las de la fraternidad no es considerado un motivo suficiente para que se cumpla esa condición. La PCED explicó que, aunque las ordenaciones de los sacerdotes y las consagraciones de obispos de la fraternidad son válidas, los sacerdotes de la hermandad tienen prohibido ejercitar la función sacerdotal al no estar incardinados en una diócesis local o instituto religioso en plena comunión con la Iglesia. La Comisión Ecclesia Dei también ratificó que las misas celebradas por miembros de la Fraternidad san Pío X son válidas pero ilícitas, y que los sacramentos de la penitencia y el matrimonio son inválidos por no habérseles conferido estas facultades, decisión que posteriormente sería dispensada.

### Separación, pero no cisma
Aparte de las declaraciones formales por parte de la Iglesia católica, el cardenal Darío Castrillón Hoyos, presidente de la Pontificia Comisión Ecclesia Dei, comentó sobre el estatus de la FSSPX en una entrevista de 2005 que las consagraciones de 1998 crearon una situación de separación, aunque “no hicieron nunca ningún cisma completo ni una herejía, en términos técnicos”. Castrillón comentó en 2005, sobre una reunión que tomó lugar el año anterior entre el papa Benedicto XVI y el monseñor Fellay que se afirmó que en términos precisos, no existía un cisma, aunque se necesitaba una comunión más perfecta y completa. En 2007, Castrillón Hoyos ante la pregunta de si el indulto apoya la idea de un ecumenismo ad intra, respondió que “rechazaba el término”. También explicó que los sacerdotes de la FSSPX y sus adherentes no son cismáticos, ya que:

Fue Lefebvre el que formó parte de una consagración episcopal ilícita, y como tal cometió un acto cismático. Es por esta razón que los obispos consagrados por él fueron suspendidos y excomulgados. Los sacerdotes y los fieles de la fraternidad no han sido excomulgados. No son herejes. De cualquier manera, sí que comparto el miedo de san Jerónimo de que la herejía lleve al cisma y viceversa. El peligro de un cisma es grande, como una desobediencia sistemática vis-à-vis al santo padre o la negación de su autoridad. Es después de todo servicio a la caridad que la Fraternidad Sacerdotal obtenga una comunión plena con el santo padre al reconocer la santidad de la nueva misa.

### Declaración de 2009 de carencia de estatus canónico e ilegitimidad del ministerio
En 2009, el papa Benedicto XVI reafirmó que: “Para precisarlo una vez más: hasta que las cuestiones relativas a la doctrina no se aclaren, la Fraternidad no tiene ningún estado canónico en la Iglesia, y sus ministros, no obstante hayan sido liberados de la sanción eclesiástica, no ejercen legítimamente ministerio alguno en la Iglesia”.
El 20 de noviembre de 2016, el papa Francisco extendió personalmente para los sacerdotes de la sociedad, hasta que provisiones nuevas sean tomadas, la facultad por la cual “los fieles que, por diversos motivos, frecuentan las iglesias donde celebran los sacerdotes de la Fraternidad San Pío X, la posibilidad de recibir válida y lícitamente la absolución sacramental de sus pecados” (véase Absolución de los pecados y asistencia en el matrimonio).
En un documento de la Congregación para la Doctrina de la Fe, publicado el 4 de abril de 2017, los ordinarios locales fueron autorizados para garantizar a los sacerdotes de la FSSPX asistir en los matrimonios de forma válida. Según el derecho canónico, son válidos solo los matrimonios "que se contraen ante el Ordinario del lugar o el párroco, o un sacerdote o diácono delegado por uno de ellos para que asistan, y ante dos testigos”.
Para que cualquier sacerdote que no sea el párroco u ordinario local de las partes sea "competente para asistir", debe recibir la facultad del párroco de las partes o del ordinario local. La carta de 2017 de la Congregación para la Doctrina de la Fe otorga específicamente a los ordinarios locales (no a los párrocos) permiso, en algunas circunstancias, para delegar sacerdotes de la FSSPX el asistir en la celebración de matrimonios de fieles que siguen la actividad pastoral de la sociedad. En la medida de lo posible, el ordinario del lugar debe delegar en un sacerdote de su diócesis (o al menos "un sacerdote completamente regular") el recibir el consentimiento de las partes durante el rito del matrimonio, que luego es seguido por la Misa celebrada quizás por un sacerdote de la sociedad. Si esto no es posible y "si no hay sacerdotes en la diócesis capaces de recibir el consentimiento de las partes, el Ordinario puede otorgar las facultades necesarias al sacerdote de la Fraternidad que también ha de celebrar la Santa Misa".

### Sanciones a nivel diocesano
En 1991, el obispo Joseph Ferrario de la diócesis de Honolulu declaró que seis adherentes de la FSSPX, luego conocidos como los Hawaii Six, estaban excomulgados por, entre otras cosas, procurar los servicios del obispo Richard Williamson para administrar ilícitamente la confirmación. Los seis fieles buscaron un recurso jerárquico de la Santa Sede que revertiera el decreto. La Santa Sede encontró en una revisión del caso que los hechos no eran actos formalmente cismáticos, por lo que el decreto carecía de fundamento y como tal era inválido.
En 1996, el obispo Fabian Bruskewitz (uno de los primeros obispos estadounidenses en permitir la misa tradicional después de que se generalizara la misa Novus Ordo), de la diócesis de Lincoln, Nebraska, emitió una advertencia de que los católicos dentro de la diócesis que fueran "miembros" de la FSSPX incurrían en excomunión. Los incluyó junto a otros grupos, como los que hacen campaña por el aborto.  En correspondencia con la FSSPX, los describió como un 'culto no católico' y una 'secta'.
En 2014, el obispo Marcello Semeraro, de la diócesis de Albano, Italia, emitió una advertencia de que los católicos dentro de esa diócesis incurrirían en la excomunión por asistir a misas de la FSSPX o recibir sacramentos de los sacerdotes de la FSSPX "porque la sociedad no tiene estatus canónico".

## Posturas de la FSSPX y la Santa Sede

### Absolución de los pecados y asistencia en el matrimonio
Debido a que la Fraternidad Sacerdotal San Pío X no es una sociedad de vida apostólica aprobada y como tal capaz de incardinar, los sacerdotes de la fraternidad, aun estando válidamente ordenados, estarían prohibidos a ejercer el sacerdocio. El hecho de que la fraternidad no sea una sociedad aprobada causaría, además, que los obispos de la fraternidad, al no ser sus superiores de los seminaristas ni sus obispos, ordenen a súbditos ajenos, ejerciendo otro motivo para su suspensión. A raíz de esto, Benedicto XVI aseguraría que los sacerdotes de la fraternidad “no ejercen ningún ministerio legítimo”. A grandes rasgos, esto implicaba que cinco de los sacramentos reconocidos por la Iglesia católica (bautismo, confirmación, ordenación, unción de enfermos y eucaristía) fueran válidos pero ilícitos. Mientras tanto el matrimonio y la confesión, al requerir ambos un permiso del ordinario que no les ha sido conferido, fueran inválidos hasta la dispensación de la Santa Sede. Para superar esta dificultad, la FSSPX argumentaba que la absolución y el matrimonio son válidos, basado en su interpretación del derecho canónico. 
A pesar de esto, la Pontificia Comisión Ecclesia Dei explicó que el principio de error común aplica al sacramento de la penitencia, de tal modo que si quien lo recibe es genuinamente ignorante de que el sacerdote en cuestión carece de la facultad para absolver, el sacramento es válido. Las cartas privadas a los individuos no obligan como una ley a los fieles en general, pero aun sin ser infalibles deben según la comisión ser tomadas como normas de certitud moral. En una carta del 23 de mayo de 2008, la Pontificia Comisión Ecclesia Dei afirmó que:

Los sacramentos de la penitencia y el matrimonio, sin embargo, requieren que el sacerdote goce las facultades de la diócesis o tenga una delegación apropiada. Ya que este no es el caso con estos sacerdotes, estos sacramentos son inválidos. Es aun verdad, como sea, que, si los fieles son genuinamente ignorantes de que los sacerdotes de la Sociedad de san Pío X no tienen la facultad apropiada para absolver, la Iglesia brinda estas facultades, de tal manera que el sacramento es válido.

### Confesiones del Jubileo Extraordinario de la Misericordia

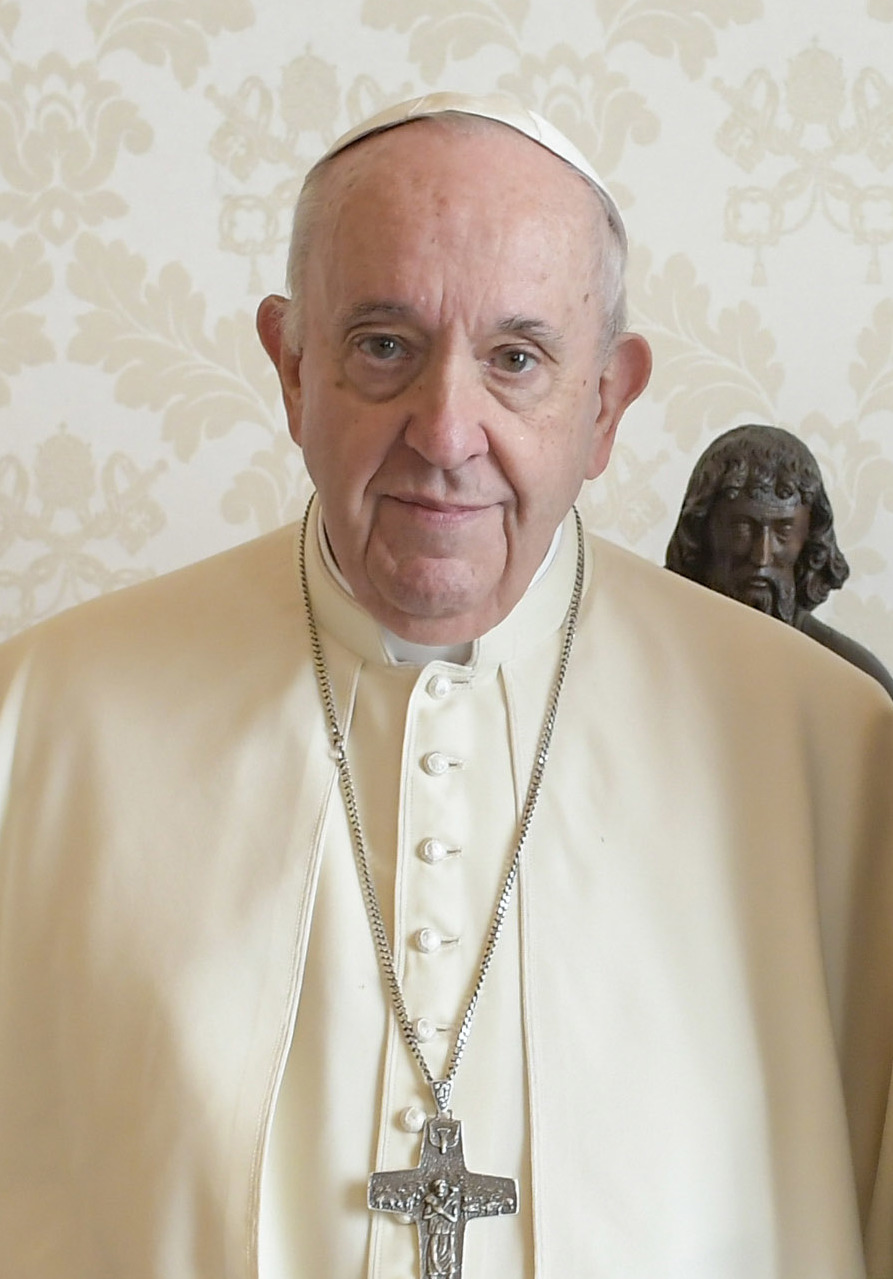
Papa Francisco en 2021.

Durante el Jubileo Extraordinario de la Misericordia, que comenzó en diciembre de 2015 y se extendió por un año, el papa Francisco estableció que aquellas personas que se acerquen a los sacerdotes de la FSSPX para que escuchen su confesión durante el jubileo "recibirán válida y lícitamente la absolución de sus pecados". El papa también otorgó a todos los sacerdotes "la discreción de absolver" la pena del aborto (que generalmente debe ser absuelto por el obispo o por sacerdotes autorizados por él para hacerlo)..
En noviembre de 2016 en Misericordia et misera, Francisco anunció que había "decidido personalmente extender esta facultad más allá del Año Jubilar, hasta que se tomen nuevas disposiciones, para que nadie sea privado del signo sacramental de la reconciliación a través del perdón de la Iglesia".

### Aspectos doctrinales
"No debe sorprendernos que no podamos tener una buena relación con Roma, pues esto será imposible mientras que Roma no regrese a la Fe en el Reino de Nuestro Señor Jesucristo, mientras continúe dando la impresión de que todas las religiones son buenas. Estamos en desacuerdo en un punto de la fe católica, así como lo estaban también el Cardenal Bea y el Cardenal Ottaviani, y todos los Papas que desaprobaron el liberalismo."
Monseñor Lefebvre, Conferencia en Sierre (Suiza) dada el 27 de noviembre de 1988

La propia FSSPX reconoce que "el problema, es entonces, primero y antes que nada, un problema doctrinal", y que "a los ojos de Roma, el reconocimiento canónico depende de la resolución de este problema", citando las palabras de Monseñor Pozzo, secretario de la Comisión Pontificia Ecclesia Dei.

"El problema continuará mientras la Fraternidad San Pío X no se adhiera a la declaración doctrinal aprobada por el Papa Francisco y presentada por la Congregación para la Doctrina de la Fe."
Monseñor Pozzo

"La reconciliación tendrá lugar cuando Monseñor Fellay se adhiera formalmente a la declaración doctrinal que la Santa Sede le presentó. Ésta es también la condición necesaria para poder proceder a la regularización institucional con la creación de una prelatura personal."
Monseñor Pozzo

La FSSPX se percibe a sí misma como defensor de la "Roma de siempre" (pre-Conciliar) contra la "Roma actual" más acercada al liberalismo (post-Conciliar). Por tanto, se mantendrían firmes en considerar que la Roma actual, tras las reformas del Concilio Vaticano II, se habría desviado de la Sagrada Tradición y la Doctrina católica revelada por Dios al ignorar aparentemente milenios de tradición. Concluyendo que el problema no serían ellos, si no el Papa y la Jerarquía de la Iglesia católica, por haber adoptado "tendencias neoprotestantes y neomodernistas", y que los problemas eclesiásticos de su situación canónica irregular son el efecto causado por problemas doctrinales de los cuales divergen. Finalmente, declaran que para ser un auténtico católico hay que rechazar las posturas progresistas del  Concilio y protestar contra la Roma "enferma", siendo su misión defender la "Iglesia de siempre", por la que percibirían que su situación es perfectamente legítima y regular, pues estarían perteneciendo a la Iglesia Católica solo a través de la fe, siendo innecesario tener una legitimidad canónica por parte de la Roma actual que negaría sus errores propios y querría difamar a la FSSPX por estar sano en doctrina con respecto al sacerdocio.

"Lo que nos interesa antes que cualquier otra cosa es conservar la fe católica. Esa es nuestra lucha. La cuestión canónica, que es meramente exterior y pública en la Iglesia, es secundaria. Lo importante es continuar en la Iglesia... es decir, en la fe católica de siempre y en el verdadero sacerdocio, en la verdadera Misa y en los verdaderos sacramentos, en el catecismo de siempre y con la Biblia de siempre. Ese es nuestro principal interés. Eso es la Iglesia. Ser reconocidos públicamente es algo secundario. Así que no debemos buscar lo secundario mientras perdemos lo fundamental, el primer objetivo de nuestra lucha"
Monseñor Lefebvre, Conferencia Espiritual en Econe, diciembre 21, 1984.

## Censuras canónicas a los miembros

### La Santa Sede levanta la excomunión de los obispos
Lefebvre murió en 1991, estando excomulgado. En su petición de 2008, los cuatro obispos supervivientes de la FSSPX "reconocieron la autoridad suprema del Santo Padre y señalaron que 'la situación actual nos causa mucho sufrimiento'". En 2009, la Congregación para los Obispos remitió la excomunión de los cuatro obispos supervivientes de la FSSPX. "Por definición, su solicitud conllevaba un reconocimiento de la autoridad del papa sobre la Iglesia aquí en la tierra". El Papa Benedicto XVI explicó que la FSSPX no tiene estatus canónico en la Iglesia católica por razones doctrinales y que los ministros de la FSSPX "no ejercen legítimamente ningún ministerio en la Iglesia".

### Suspensióna divinis
Aunque la excomunión de 1988 a los cuatro obispos de la FSSPX fue remitida en 2009, los obispos y sacerdotes de la FSSPX aún no podían ejercer ningún ministerio episcopal o sacerdotal en la Iglesia católica.
Según el canon 1383 del Código de Derecho Canónico, una suspensión a divinis afecta a los clérigos de la FSSPX que han sido ordenados al sacerdocio ilegítimamente.